# Bradypodion occidentale
Il camaleonte nano del Namaqualand o camaleonte nano occidentale (Bradypodion occidentale (Hewitt, 1935))  è un piccolo sauro della famiglia Chamaeleonidae.

## Distribuzione
Questa specie di camaleonte è endemica del Namaqualand in Sudafrica e in Namibia.